# Mistrzostwa Europy w Lekkoatletyce 1986 – bieg na 200 m kobiet

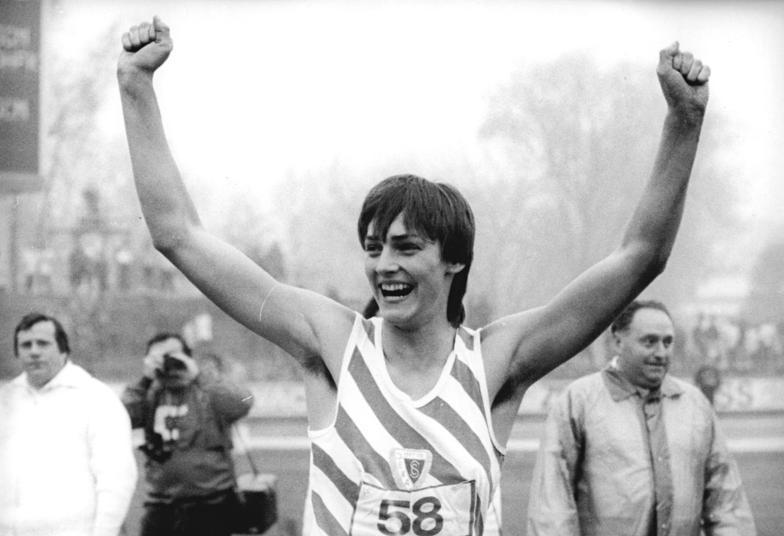
Heike Drechsler

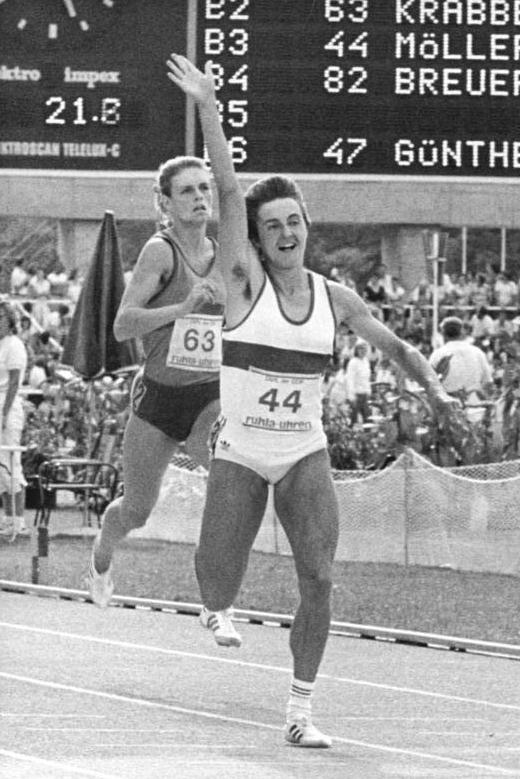
Silke Gladisch (z przodu)

Bieg na dystansie 200 metrów kobiet był jedną z konkurencji rozgrywanych podczas XIV mistrzostw Europy w Stuttgarcie. Biegi eliminacyjne i półfinałowe zostały rozegrane 28 sierpnia, a bieg finałowy 29 sierpnia 1986 roku. Zwyciężczynią tej konkurencji została reprezentantka Niemieckiej Republiki Demokratycznej Heike Drechsler, która na tych mistrzostwach zdobyła również złoty medal w skoku w dal. W finale wyrównała rekord świata wynikiem 21,71 s. W rywalizacji wzięło udział siedemnaście zawodniczek z dziewięciu reprezentacji.

## Rekordy
| Rekord świata     | Marita Koch (GDR)     | 21,71 | Karl-Marx-Stadt, NRD | 10.06.1979 |
| Rekord świata     | Marita Koch (GDR)     | 21,71 | Poczdam, NRD         | 21.07.1984 |
| Rekord świata     | Heike Drechsler (GDR) | 21,71 | Jena, NRD            | 29.06.1986 |
| Rekord Europy     | Marita Koch (GDR)     | 21,71 | Karl-Marx-Stadt, NRD | 10.06.1979 |
| Rekord Europy     | Marita Koch (GDR)     | 21,71 | Poczdam, NRD         | 21.07.1984 |
| Rekord Europy     | Heike Drechsler (GDR) | 21,71 | Jena, NRD            | 29.06.1986 |
| Rekord mistrzostw | Bärbel Wöckel (GDR)   | 22,04 | Ateny, Grecja        | 09.09.1982 |

## Wyniki

### Eliminacje
Rozegrano trzy biegi eliminacyjne. Do półfinałów awansowały po cztery najlepsze zawodniczki każdego biegu eliminacyjnego (Q) oraz cztery spośród pozostałych z najlepszym czasem (q).
Bieg 1
| Miejsce | Zawodniczka     | Czas  | Uwagi |
| ------- | --------------- | ----- | ----- |
| 1       | Heather Oakes   | 23,03 | Q     |
| 2       | Silke Gladisch  | 23,01 | Q     |
| 3       | Natalja Boczina | 23,21 | Q     |
| 4       | Claudia Lepping | 23,44 | Q     |
| 5       | Sølvi Olsen     | 24,46 |       |

Bieg 2
| Miejsce | Zawodniczka          | Czas  | Uwagi |
| ------- | -------------------- | ----- | ----- |
| 1       | Ewa Kasprzyk         | 23,11 | Q     |
| 2       | Marina Mołokowa      | 23,17 | Q     |
| 3       | Sabine Günther       | 23,24 | Q     |
| 4       | Sandra Whittaker     | 23,39 | Q     |
| 5       | Martha Grossenbacher | 23,67 | q     |

Bieg 3
| Miejsce | Zawodniczka            | Czas  | Uwagi |
| ------- | ---------------------- | ----- | ----- |
| 1       | Heike Drechsler        | 22,51 | Q     |
| 2       | Marie-Christine Cazier | 22,62 | Q     |
| 3       | Marina Żyrowa          | 23,11 | Q     |
| 4       | Kathy Cook             | 23,11 | Q     |
| 5       | Jolanta Janota         | 23,32 | q     |
| 6       | Anke Köninger          | 23,70 | q     |
| 7       | Virginia Gomes         | 24,38 | q     |

### Półfinały
Rozegrano dwa półfinały. Do finału awansowały po cztery najlepsze zawodniczki każdego biegu półfinałowego (Q).
Półfinał 1
| Miejsce | Zawodniczka            | Czas  | Uwagi |
| ------- | ---------------------- | ----- | ----- |
| 1       | Silke Gladisch         | 22,29 | Q     |
| 2       | Marie-Christine Cazier | 22,45 | Q,    |
| 3       | Marina Żyrowa          | 22,93 | Q     |
| 4       | Sabine Günther         | 22,93 | Q     |
| 5       | Kathy Cook             | 23,20 |       |
| 6       | Anke Köninger          | 23,58 |       |
| 7       | Jolanta Janota         | 23,59 |       |
| 8       | Martha Grossenbacher   | 23,81 |       |

Półfinał 2
| Miejsce | Zawodniczka      | Czas  | Uwagi |
| ------- | ---------------- | ----- | ----- |
| 1       | Heike Drechsler  | 22,23 | Q     |
| 2       | Ewa Kasprzyk     | 22,60 | Q     |
| 3       | Marina Mołokowa  | 22,61 | Q     |
| 4       | Natalja Boczina  | 22,61 | Q     |
| 5       | Heather Oakes    | 22,92 |       |
| 6       | Claudia Lepping  | 23,39 |       |
| 7       | Virginia Gomes   | 24,44 |       |
| –       | Sandra Whittaker | DNS   |       |

### Finał
| Miejsce | Zawodniczka            | Czas  | Uwagi |
| ------- | ---------------------- | ----- | ----- |
| 1       | Heike Drechsler        | 21,71 | =     |
| 2       | Marie-Christine Cazier | 22,32 | NR    |
| 3       | Silke Gladisch         | 22,49 |       |
| 4       | Marina Mołokowa        | 22,71 |       |
| 5       | Ewa Kasprzyk           | 22,73 |       |
| 6       | Natalja Boczina        | 22,87 |       |
| 7       | Sabine Günther         | 22,98 |       |
| 8       | Marina Żyrowa          | 23,18 |       |